# 機Boy小子之真假威龍
《機Boy小子之真假威龍》是一部1992年陳嘉上执导的香港動作喜劇片，刘德华、郭富城和關之琳主演。台灣片名為《龍神太子》。

## 剧情
香港黑帮社团大佬八兩金弥留之际，让身在意大利的义子——九紋龍黃九弟（侏儒，脾气暴躁）当社团继承人，这使得社团的两位大佬孝天和龍爺都很不满。在意大利机场，黃九弟的护照遗失，被长相一样的李小林得到，小林被社团的人接回到了香港被当作新的老大。小林童心未泯很爱玩乐，不过脑子却很聪明。由于孝天和龍爺都想要伤害新的继承人，小忠等人负责保卫九紋龍（即小林）的安全，社团得力助手七兩半还要其女儿阿卡色诱林。
林晚上睡不着，就找七两半及阿卡玩纸牌游戏，输的人要穿上女装在众小弟保镖面前献丑。一次林去商场玩玩具打电动游戏，还看上了一辆摩托车，卖主羞辱得罪了林，被林的手下打伤并将车也被强行骑走。林晚上骑摩托车兜风，龙爷之女静音也骑车欲加害林，幸被小忠阻止。之后林被警察抓进了警察局，罪名是卖主告他抢摩托车，然而对于抢车之事小林并不知情。小林还将自己是假冒的九纹龙偷偷告诉给了林Sir，林Sir就提议让林跟警方合作，让他积极改造社团，并释放了林。
于是林开始对社团进行了改造，凡是做坏事的社团兄弟都要受到不同等级的体力惩罚，林还要求卖白粉的孝天改卖香烟。在一次林和众位大佬参加的社团大会上，林看到了静音并说要娶她，龙爷让女儿一口答应了这门亲事，龙爷想要女儿在结婚当天亲手除掉林。婚礼前林和静音一起约会吃饭跳舞，令爱慕林的阿卡羡慕嫉妒恨，小忠则一直在附近监视守护着林的安全。结婚当晚有孝天派来的刺客要杀林未果，静音也发现了林是真心爱她所以也没有动手杀他。林去龙爷家找妻子静音，龙爷想谋害林，静音干涉阻止，林凭着其刚从静音身上所学到的身手击败龙爷手下，还从龙爷的一名叛徒手中（投靠孝天）救下了静音妹妹，自此龙爷不再跟林作对。在林好玩个性的影响下，小忠、静音及其妹妹都爱上了玩游戏机。
一次林带着林Sir召开社团大会，号召大家走正道，众大佬只得表态要改邪归正。不久静音妹妹告诉姐夫孝天已从一个意大利黑手党口中得知林不是真的九纹龙，孝天还要找真的九纹龙回来。静音为了丈夫安全，孤身闯夜店刺杀了那名黑手党。孝天带警察去抓静音，静音承认自己杀了人，林也承认自己不是九纹龙而是李小林，然后静音被警方带走，小林则和七两半及阿卡开车离开社团住所。
接着小忠听从九纹龙的电话指令，要他杀掉假冒九纹龙的小林，小忠在小林面前不忍心下手，小忠却中了七两半射出的子弹，林则被孝天的人抓走。静音妹妹把静音保释出来，静音去找孝天要他放了其夫小林，孝天欲强奸静音被林及时阻止。林、静音、七两半三人与孝天的人马激战，最后小忠也赶来帮林，孝天终于被小林打死。最后静音妹妹与阿卡争抢着要爱受伤的小忠，小林则被大家称赞已经成长为一个大人。

## 角色
| 演员   | 粵語配音      | 角色                                                            |
| 刘德华 | 劉德華        | 李小林（童心未泯，头脑机灵）/黃九弟(九紋龍，侏儒人，社团继承人) |
| 關之琳 | 沈小蘭        | 靜音，龍爺之長女                                                |
| 郭富城 | 陳欣          | 小忠，忠实保镖                                                  |
| 吳孟達 | 吳孟達        | 七兩半                                                          |
| 吳君如 | 吳君如        | Monica(阿卡)，七两半之女                                        |
| 潘宏彬 | 陳永信        | 孝天，大反派                                                    |
| 陳慧儀 | 黃玉娟        | 龍爺之次女，靜音的妹妹                                          |
| 袁和平 |               | 龍爺                                                            |
| 林尚義 | 朱子聰 / 盧雄 | 林Sir，警官                                                     |
| 劉鎮偉 | 馮永和        | 八兩金，社团大佬                                                |
| 鄭丹瑞 | 盧雄          | 細B，原為摩托车賣主，后得知李小林是黑社會后成為其手下           |